# 多摩川アートラインプロジェクト
多摩川アートラインプロジェクト（たまがわあーとらいんぷろじぇくと）は、東急多摩川線エリアの鉄道（アートライン）・駅（アートステーション）・街（アートタウン）を舞台に、市民と企業で取り組む、現代アートによる街づくりの活動である。多摩川線でのキャッチフレーズは「古代から未来へ 10分7駅多摩川線」で、合言葉は、『もっと、夢へ Touch Dream』のアートプロジェクトである。
2007年（平成19年）11月3日からイベントが開始され、有名アーティストによるワークショップも行われた。

## 各駅のアート
多摩川アートラインプロジェクトでは、多摩川線全駅にアーティストによる芸術が施された。
多摩川駅と蒲田駅にはインフォメーションコーナーも設置され、各種グッズの販売(売上げは非営利団体への寄付)も行われていた。
なお、アートプロジェクト終了後も一部を除き、各駅のアートは残される。また、このプロジェクトは2008年以降も開催予定で、そのたびに各駅のアートは増加していく事になる。
多摩川駅
- 逢坂卓郎「Rainbow Steps - 虹の階段」
- アトリエ・ワン ＋ 山崎徹也「インフォトンネル」
- 内田繁「山居」
- 枯山水サラウンディング「八水響」
- 渡辺元佳「多摩川“猿” たまがわえん」

沼部駅   　
- 堂本右美「時の音域」

鵜の木駅
- 鴻池朋子「Sixth forest」

下丸子駅 
- 間島領一 植栽:槇島みどり「駅長の花男さん」
- ハービー・山口 「地域の写真(正式名称はない)」
- 渡辺元佳「 ぼ た ん 」

武蔵新田駅
- 浅葉克己「破魔矢」
- 浅葉克己「新田大明神」
- TSAO Design「ナゴリイス - made in Ota -」

矢口渡駅 
- 神谷徹「D85-90D」  ☆駅のどこかに作家の秘密のマークが隠されているらしい

蒲田駅 
- フロリアン・クラール「Thing 1 + Thing 2」  ☆未来の蒲田駅をテーマにしたCG作品
- 本橋良介「Ibk2007」
- 吉田重信「INFINITY LIGHT」

## 車両へのアート
東急多摩川線・池上線の共用車両7700系 に、大田区在住のアーティスト間島領一デザインによるレインボー電車が多摩川線に運行された。速度によって、様々な色に変化して見えるのが特徴だった。
期間は2007年11月3日〜30日で1編成のみであった。原則期間中この車両は多摩川線専用車両になった。ただし、ラッシュ時は池上線での運用に就くこともあった。

## 駅・列車以外へのアートとイベント
多摩川アートラインプロジェクトでは、多摩川線への芸術のほかにも、周辺施設へのアートも行われた。また、それと同時に数々のイベントも行われた。
新田神社境内 - 浅葉克己「LOVE神社」

## 参加アーティスト
- 浅葉克己
- フロリアン・クラール
- アトリエ・ワン
- 山崎徹也
- 堂本右美
- ハービー・山口
- 内田繁
- 槇島みどり
- 逢坂卓郎
- 間島領一
- 神谷徹
- 本橋良介
- 吉田重信
- 枯山水サラウンディング
- 渡辺元佳
- 鴻池朋子
- TSAO Design